# Libnotes fuscinervis
Libnotes fuscinervis är en tvåvingeart som beskrevs av Enrico Adelelmo Brunetti 1912. Libnotes fuscinervis ingår i släktet Libnotes och familjen småharkrankar. Inga underarter finns listade i Catalogue of Life.